# Psicobiotica
La psicobiotica è una disciplina attinente alle neuroscienze che si occupa di valutare l'influenza del microbioma intestinale su alcune funzioni cerebrali. La psicobiotica è stata accolta per la prima volta in Italia in un contesto ufficiale durante il 47º Congresso della Società italiana di Psichiatria (SIP) a Giardini Naxos dal neuroscienziato John F. Cryan, della University College di Cork, Irlanda.
Secondo la psicobiotica esisterebbe un rapporto tra i microorganismi che compongono il microbioma intestinale, un tempo chiamato "flora batterica", ed alcuni disturbi mentali, come la depressione, l'ansia, la schizofrenia e l'autismo. Il microbioma agirebbe sul tessuto nervoso del cervello sia sfruttando connessioni neurali vere e proprie, tramite il nervo vago, e sia tramite la produzione locale di neuromediatori ed altri fattori che potrebbero modulare sia il sistema immunitario che quello ormonale.
Sebbene validazioni scientifiche siano ancora necessarie per trasferire il modello animale sull'uomo, negli ultimi anni si sono moltiplicate le pubblicazioni scientifiche sull'argomento.